# Crepeninsäure
Crepeninsäure ist eine ungesättigte Fettsäure, die neben einer Doppel- auch eine Dreifachbindung aufweist. Sie ist ein Isomer der Ximeninsäure, Calendulasäure, Punicinsäure und der α-Linolensäure. Sie gehört in die Gruppe der Alkin- und der Alkensäuren sowie zu den Eninen.

## Vorkommen
Crepeninsäure kommt vor allem in den Samenölen aus verschiedenen Arten und Gattungen der Korbblütler vor, wie bei Pippau (Crepis spp.) oder in dem von Picris comosa in Konzentration von bis zu 75 %. Wobei die Menge bei den verschiedenen Arten stark schwanken kann. Auch bei Saussurea candicans findet sich eine hohe Konzentration. Aber auch in einigen Arten der Gattung Afzelia in der Familie der Hülsenfrüchtler finden sich bis über 20 %.

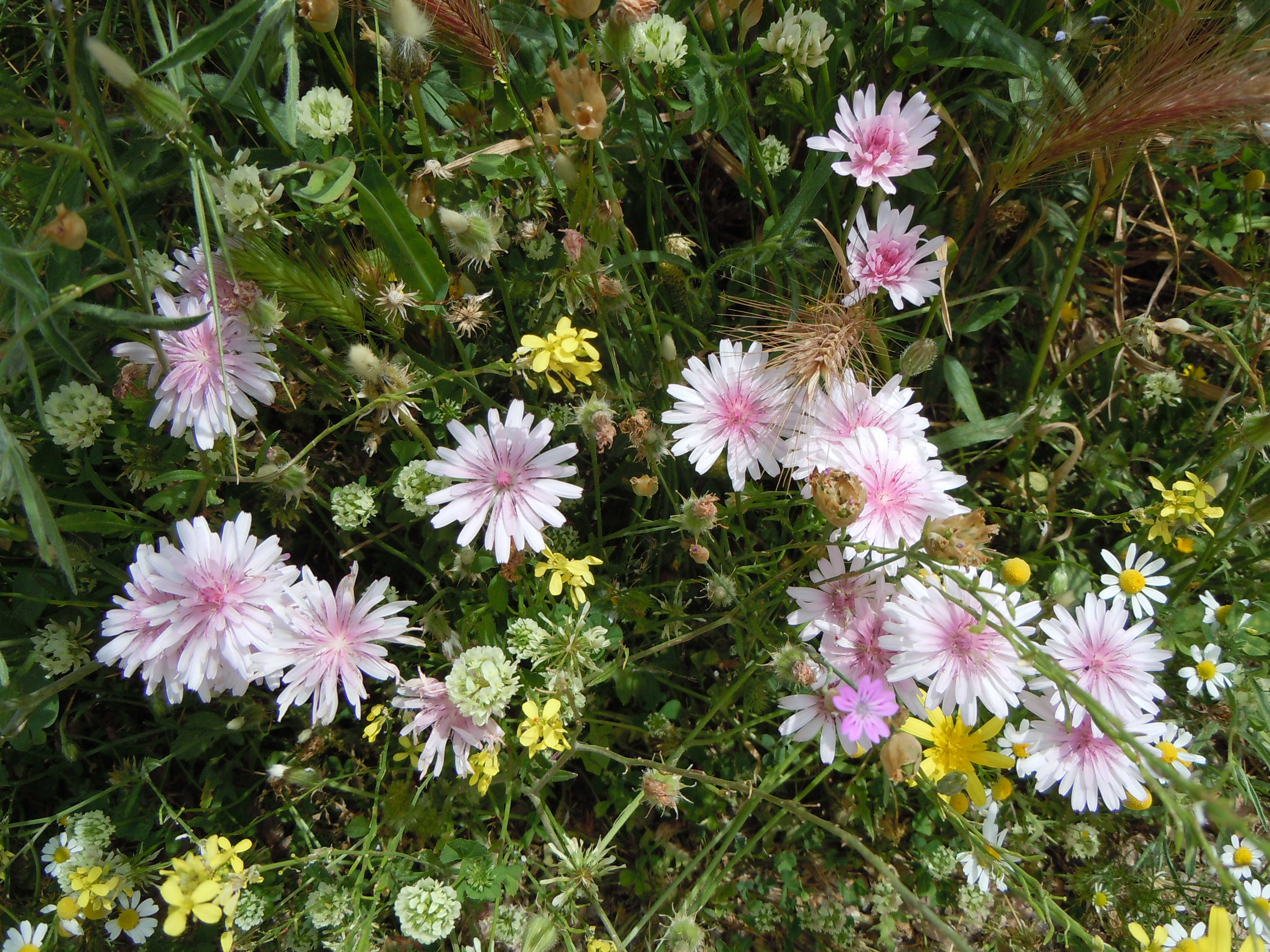
Crepis rubra
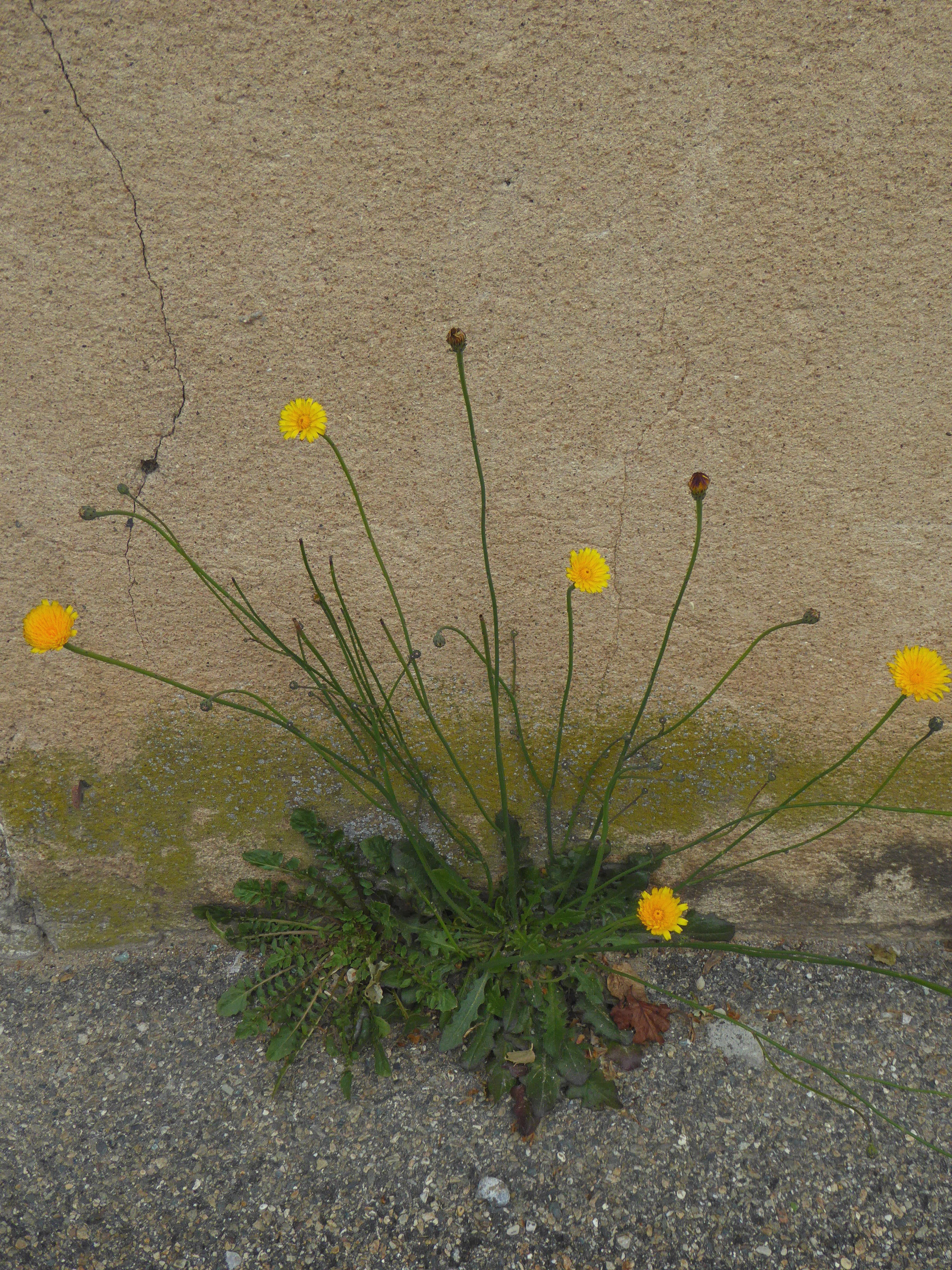
Crepis foetida
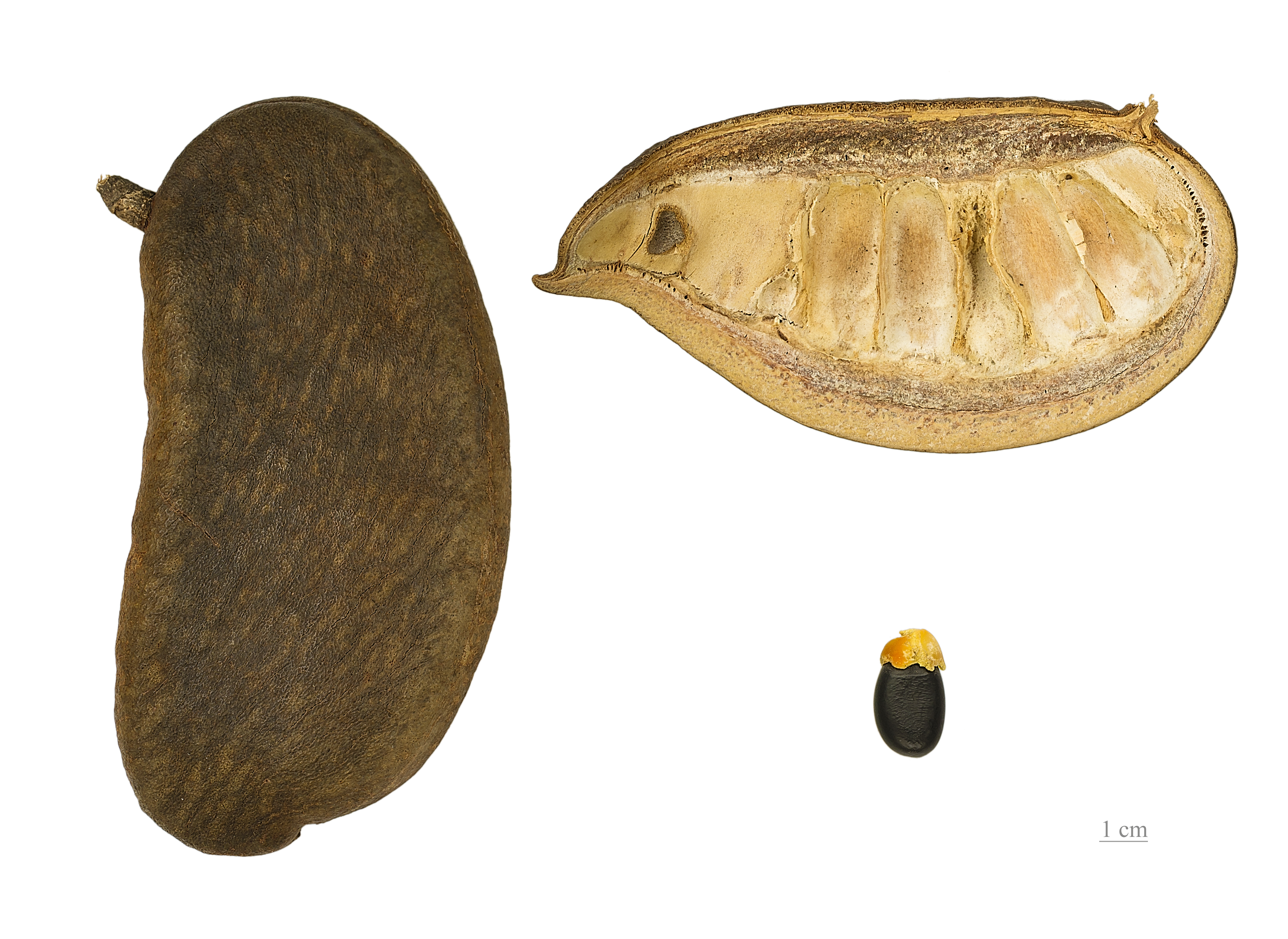
Frucht von Afzelia africana
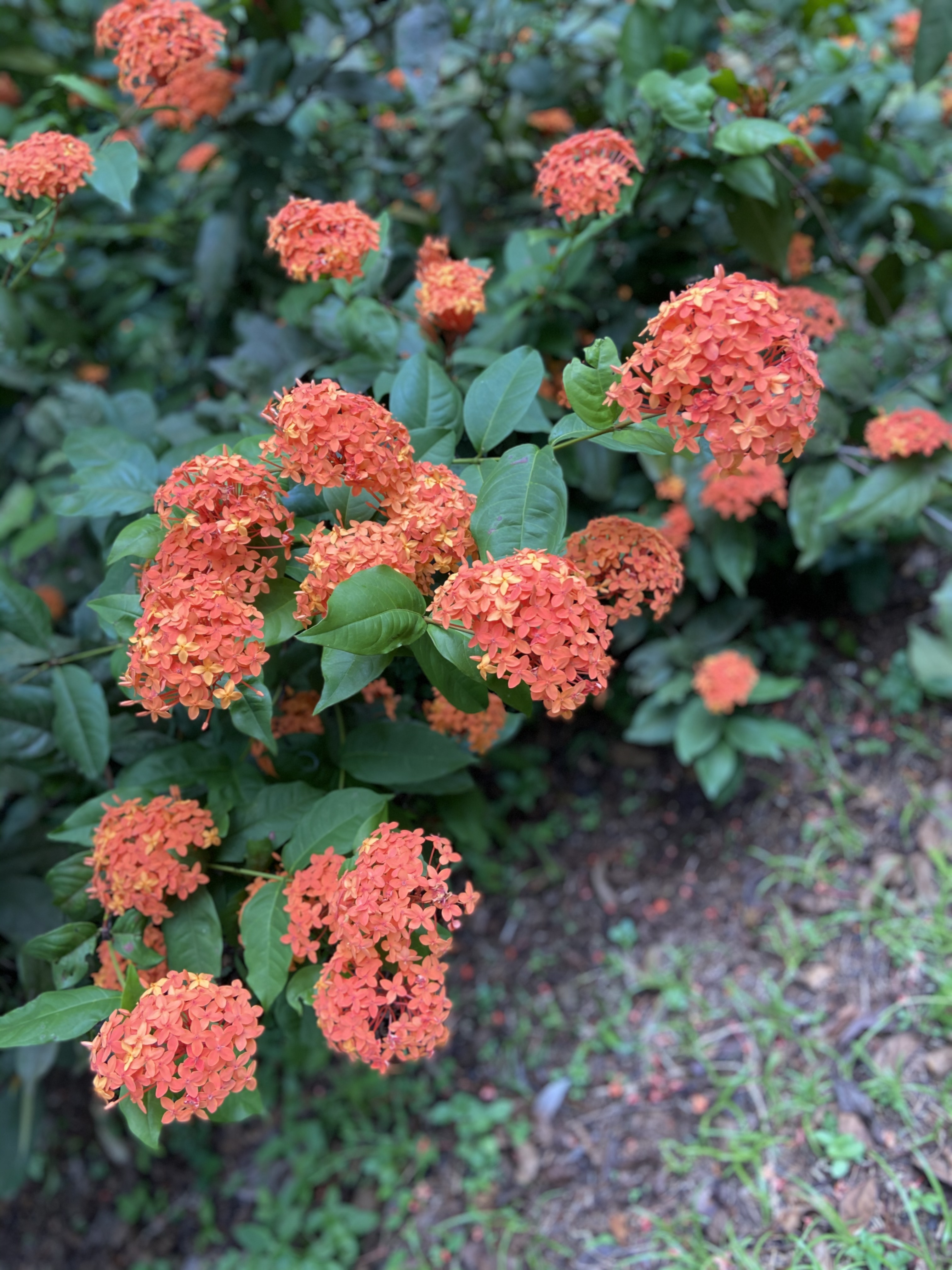
Ixora chinensis

Sie kommt außerdem in den Wurzeln von Atractylodes macrocephala und Atractylodes lancea vor, sowie in größeren Mengen in Ixora chinensis, einem Rötegewächs.
Zwischen den Fettsäureestern verschiedener Pflanzen wurden Unterschiede im Aufbau festgestellt, so tragen die Glyceride in Jurinea mollis und Atractylodes lancea vergleichsweise wenig Crepeninsäure am C2 des Glycerins, in Crepis rubra hingegen viel. Es wird vermutet, dass Crepeninsäure ein wichtiges Intermediat bei der Biosynthese anderer natürlich vorkommender Alkinverbindungen ist.

## Biosynthese
In Crepis alpina wurde ein Enzym nachgewiesen, eine Variante der FAD2-Desaturase, das in den Samen Linolsäure durch Dehydrogenierung in Crepeninsäure überführt. Analoge Gene kommen auch in der Petersilie, der Sonnenblume und im Gemeinen Efeu vor. Es wurde gezeigt, dass das entsprechende Gen in der Sonnenblume durch Pilzbefall aktiviert wurde. Der Reaktionsmechanismus wurde durch Expression eines entsprechenden Gens in Saccharomyces cerevisiae und Inkubation mit verschiedenen Isomeren von deuterium-markierter Linolsäure untersucht. Der beobachtete primäre kinetische Isotopeneffekt spricht dafür, dass ein sequenzieller Mechanismus vorliegt und zunächst ein Proton am C12 abstrahiert wird.
In Crepis rubra hingegen wurde Ölsäure zu Crepeninsäure umgesetzt, nicht jedoch Linolsäure, was dafür spricht, dass in diesem Fall Linolsäure kein metabolisches Intermediat ist. Hier wurde auch nachgewiesen, dass zu Beginn der Blüte wenig Crepeninsäure vorliegt, die Menge aber mit der Zeit zunimmt, bis sie die Hauptfettsäure darstellt.
Die Biosynthese wurde auch im Pilz Tricholoma grammopodium durch 14C-Isotopenmarkierung untersucht, wobei Ölsäure und Linolsäure als biosynthetische Vorläufer identifiziert wurden.

## Gewinnung und Darstellung
Eine Synthese der Crepeninsäure geht von 1-Heptin aus. Dieses wird mit Ethylenoxid sowie elementarem Lithium in flüssigem Ammoniak zu Non-3-in-1-ol umgesetzt. Der Alkohol kann mit Triphenylphosphindibromid zum Bromid umgesetzt werden. Die Reaktion mit Triphenylphosphin in Benzol oder Toluol ergibt das Triphenylphosphoniumbromid. Dieses kann mit Butyllithium in Diethylether zum Ylid deproniert und anschließend mit 9-Oxononansäuremethylester (Herstellung durch Ozonolyse von Methyloleat) zum Crepeninsäuremethylester umgesetzt werden (Wittig-Reaktion). Reaktion mit Kaliumhydroxid in Ethanol unter Stickstoffatmosphäre ergibt die freie Säure.

Synthese von Crepeninsäure ausgehend von 1-Heptin

Die Eignung verschiedener Pflanzen zur Produktion von Crepeninsäure wurde untersucht. Crepis alpina lieferte hier die besten Resultate. Die Samen sind zwar sehr klein, enthalten aber überwiegend Crepeninsäure in ihrem Öl. Genetisch modifizierte Acker-Schmalwand (Arabidopsis thaliana) kann große Menge an Crepeninsäure synthetisieren, diese tritt allerdings insbesondere in Form von Phospholipiden auf und weniger in Form von Triglyceriden. Ebenso konnte durch genetisch modifizierte Sojapflanzen Crepeninsäure synthetisiert werden.

## Eigenschaften
Crepeninsäure ist ein starker Cyclooxygenase-Inhibitor und inhibiert außerdem Phospholipase und Lipoxygenase.

## Reaktionen
Crepeninsäure ist sehr leicht autoxidierbar. Die Doppelbindung kann durch Peressigsäure epoxidiert werden.